# Hruševlje
Hruševlje este o localitate din comuna Brda, Slovenia, cu o populație de 123 de locuitori.